# إديث هوتون
إديث هوتون (بالإنجليزية: Edith Houghton)‏ هي لاعبة كرة قاعدة أمريكية، ولدت في 10 فبراير 1912 في فيلادلفيا في الولايات المتحدة، وتوفيت في 2 فبراير 2013 في ساراسوتا في الولايات المتحدة.